# 안드레아 베르톨라치
안드레아 베르톨라치(이탈리아어: Andrea Bertolacci, 1991년 1월 11일 ~ )는 이탈리아의 축구 선수로, 포지션은 미드필더이다. 현재는 쉬페르리그의 파티흐 카라귐뤼크 소속으로 뛰고 있다.